# Kaarel Kasper Kõrge
Kaarel Kasper Kõrge (* 30. Oktober 1996) ist ein estnischer Skilangläufer.

## Werdegang
Kõrge nahm im Februar 2013 in Madona erstmals im Scandinavian-Cup teil und belegte dabei den 85. Platz über 10 km klassisch und den 71. Rang im 20-km-Massenstartrennen. Bei den Junioren-Skiweltmeisterschaften 2015 in Almaty errang er den 40. Platz im Sprint und jeweils den 13. Platz im Skiathlon und über 10 km Freistil. Im folgenden Jahr wurde er in Mammaste estnischer Juniorenmeister im Sprint. Seine besten Platzierungen bei den Junioren-Skiweltmeisterschaften 2016 in Râșnov waren der 13. Platz mit der Staffel und der zehnte Rang über 10 km klassisch. In der Saison 2016/17 kam er bei den U23-Weltmeisterschaften 2017 in Soldier Hollow auf den 36. Platz im Sprint, auf den 25. Rang über 15 km Freistil und auf den 19. Platz im Skiathlon und bei den Nordischen Skiweltmeisterschaften 2017 in Lahti auf den 52. Platz im Skiathlon. Sein Debüt im Weltcup hatte er im Februar 2017 in Otepää und errang dabei den 64. Platz im Sprint und den 63. Platz über 15 km klassisch. Im folgenden Jahr lief er bei den U23-Weltmeisterschaften in Goms jeweils auf den 29. Platz über 15 km klassisch und im Sprint und auf den 20. Rang im Skiathlon. In der Saison 2018/19 belegte bei den U23-Weltmeisterschaften 2019 in Lahti den 46. Platz im Sprint, den 30. Rang über 15 km Freistil und den 26. Platz im 30-km-Massenstartrennen und bei den Nordischen Skiweltmeisterschaften 2019 in Seefeld in Tirol den 61. Platz im 50-km-Massenstartrennen. Nach Platz 69 beim Ruka Triple zu Beginn der Saison 2020/21, wurde er im Januar 2021 in Mammaste estnischer Meister über 15 km Freistil und holte in Lahti mit dem zehnten Platz mit der Staffel seine ersten Weltcuppunkte. Seine besten Platzierungen beim Saisonhöhepunkt, den Nordischen Skiweltmeisterschaften 2021 in Oberstdorf, waren der 35. Platz im 50-km-Massenstartrennen und der 13. Rang mit der Staffel.